# Oosterse kakkerlak
De oosterse kakkerlak (Blatta orientalis), ook wel bakkerstor genoemd is een kakkerlak (en geen tor) uit de familie Blattidae die 's nachts actief is.

## Beschrijving
Op het eerste gezicht lijkt het lichaam wel wat op een kever vanwege de vrij gladde, in de lengte gegroefde vleugels, de ovale vorm en donkere kleuren. De kakkerlak heeft echter een vrij plat lichaam en de vleugels ontbreken bij de nimfen en de vrouwtjes, mannetjes hebben deze wel maar kunnen er niet mee vliegen. De kleur is donkerbruin tot zwart, mannetjes zijn vaak lichter van kleur vanwege de vleugels. De poten zijn lichtbruin van kleur, de tasters zijn dun en ongeveer een derde van de lichaamslengte. Hij wordt ongeveer tussen de 17,5 en 28,7 millimeter lang.

### Kannibalisme
Als de bakkerstor geen voedsel meer kan vinden, worden soortgenoten opgegeten.

## Plaag
Deze kakkerlak is een plaag-insect vanwege de voorkeur voor keukenafval, en is in huizen, flatgebouwen en met name keukens een ongewenste gast vanwege de schimmels en bacteriën die het insect verspreidt. Eenmaal besmet is de bestrijding erg lastig omdat de kakkerlak in de nauwste spleetjes kan kruipen, vaak massaal voorkomt en de eitjes bestendig zijn. De beste manier om ervan af te komen is het opruimen van etensresten, het buiten plaatsen van prullenbakken en het dichtmaken van gaten in wanden en vloeren, het laatste gaat alleen de verspreiding tegen. 

## Voorkomen
Oorspronkelijk komt de soort uit zuidwestelijk Azië, maar tegenwoordig is de kakkerlak ook in Europa algemeen. Echter komt hij niet buiten voor maar is hij uitsluitend te vinden in gebouwen. De aantallen nemen echter af omdat de hygiëne in de meeste landen toeneemt. 